# Kanton Montagrier
Montagrier is een voormalig kanton van het Franse departement Dordogne. Het kanton maakte deel uit van het arrondissement Périgueux. Het werd opgeheven bij decreet van 21 februari 2014, met uitwerking op 22 maart 2015. Met uitzondering van Celles, werden de gemeenten toegevoegd aan het kanton Brantôme en Périgord.

## Gemeenten
Het kanton Montagrier omvatte de volgende gemeenten:
- Celles
- Chapdeuil
- Creyssac
- Douchapt
- Grand-Brassac
- Montagrier (hoofdplaats)
- Paussac-et-Saint-Vivien
- Saint-Just
- Saint-Victor
- Segonzac
- Tocane-Saint-Apre